# Kevin Ruiz
Kevin Ruiz Castellanos (* 29. Juni 1991 in Ulm) ist ein deutsch-spanischer Fußballspieler. Der 1,80 Meter große Mittelfeldspieler stand bis 2014 beim Zweitligisten VfR Aalen unter Vertrag.

## Karriere
In Ulm geboren, begann Kevin Ruiz seine Karriere in der Jugend des TSV Herrlingen und wechselte später zur Jugend des TSV Blaustein. Von dort aus wechselte er zur Jugendmannschaft des SSV Ulm 1846. Über den 1. FC Heidenheim kam er schließlich 2009 zur A-Jugend des Juniorteams Aalen, einer Kooperation dreier Aalener Fußballvereine unter Federführung des VfR Aalen, wo er Kapitän wurde. Am Ende der Saison 2009/10 erreichte er mit der U19 den Aufstieg von der Verbandsstaffel in die U19-Oberliga, die zweithöchste deutsche Juniorenspielklasse.
Zur neuen Saison 2010/11 gelang Ruiz der Sprung in die zweite Mannschaft des VfR Aalen, die als U23 in der sechstklassigen Verbandsliga Württemberg antrat. Auch hier wurde er schnell zum Leistungsträger und Führungsspieler innerhalb der Mannschaft, zur Rückrunde wurde er zum Kapitän ernannt. Nachdem er bereits häufiger bei der Profimannschaft unter Trainer Ralph Hasenhüttl mittrainiert hatte, rückte er zur Saison 2011/12 in den Drittliga-Kader der ersten Mannschaft auf. Sein Profidebüt gab er daraufhin gleich am ersten Spieltag der Saison, als er bei der 2:0-Niederlage gegen den SV Sandhausen am 23. Juli 2011 in der Startaufstellung stand. Fünf Tage später, am 28. Juli 2011, unterschrieb er beim VfR einen Dreijahresvertrag. Danach hatte er noch sieben weitere Einsätze in der 3. Liga, alle in der Hinrunde. Am Saisonende erreichte die Mannschaft Platz 2 und stieg in die 2. Bundesliga auf.
Dort kam er allerdings in der Vorrunde der folgenden Saison nicht zum Einsatz. Um Spielpraxis zu erhalten, wurde Ruiz deshalb Anfang 2013 bis zum Saisonende ein halbes Jahr lang an den Regionalligisten FC Memmingen ausgeliehen. Nach seiner Rückkehr nach Aalen saß er in der Saison 2013/14 unter dem neuen Trainer Stefan Ruthenbeck zwar bei drei Zweitligaspielen auf der Ersatzbank, kam aber erneut nicht zum Einsatz. Sein im Sommer 2014 auslaufender Vertrag wurde daher nicht verlängert.
Ende Juni 2014 unterschrieb Ruiz einen Vertrag beim FC Nöttingen, der in die Regionalliga aufgestiegen war. Nachdem er bei den Badenern in den ersten sieben Spielen der Saison 2014/15 vier Mal zum Einsatz kam (davon drei Mal nach Einwechslung), wurde sein Vertrag nach dem siebten Spieltag jedoch wieder aufgelöst. Ruiz schloss sich daraufhin Anfang September 2014 dem FC Memmingen an, an den er ein Jahr zuvor bereits ausgeliehen war.
In der Winterpause 2015/16 wechselte Ruiz zum Bezirksligisten TSV Neu-Ulm, mit dem er am Ende der Saison in die Landesliga aufstieg.  Im Januar 2017 schloss er sich dem benachbarten Bezirksligisten Türkspor Neu-Ulm an. Im Sommer 2019 verpflichtete ihn der Verbandsligist SSV Ehingen Süd, bei dem er in der Folge Mannschaftskapitän wurde. Seit Sommer 2022 fungiert er dort zudem als spielender Co-Trainer.

## Erfolge
- Aufstieg in die 2. Bundesliga: 2012 mit dem VfR Aalen